# Krzysztof Sajewski
Krzysztof Kamil Sajewski (ur. 1973) – polski prawnik i tłumacz.

## Życiorys
Jest absolwentem Wydziału Prawa i Administracji Uniwersytetu Warszawskiego. Doktoryzował się w 2015 w zakresie nauk o polityce w Instytucie Studiów Politycznych Polskiej Akademii Nauk, broniąc napisaną pod kierunkiem Waldemara Dziaka pracę Wewnętrzne i zewnętrzne uwarunkowania stabilizacji systemu politycznego w KRL-D. Pracuje jako adwokat. W szczególności zainteresowany prawem chińskim i koreańskim. 

## Publikacje i przekłady
- Korea Północna. U źródeł izolacji zewnętrznej i wewnętrznej (2014),
- Korea Północna. Wewnętrzne wektory trwania (2016, wraz z Waldemarem Janem Dziakiem),
- przekład (współautor): Peter Handke, Konno przez Jezioro Bodeńskie (2004),
- przekład (współautor): Peter Handke, Podróż w czółnie albo scenariusz do filmu o wojnie (2004),
- przekład (współautor): Elfriede Jelinek, Nora (Was geschah, nachdem Nora ihren Mann verlassen hatte), 2001,
- przekład (współautor): Elfriede Jelinek, Zajazd (Raststätte), 2001[2].